# Whittle-le-Woods
Whittle-le-Woods est un village et une paroisse civile du Lancashire, en Angleterre. Il est situé entre Preston et Chorley. En 2001, il comptait 4 553 habitants, appelés « Whittlers ».

## Histoire
Le paysagiste William Sawrey Gilpin (1761/62 - 4 avril 1843)  a travaillé dans le parc de Shaw Hill à Whittle-le-Woods.